# Eukleidés z Megary
Eukleidés z Megary (řec. Εὐκλείδης ὁ Μεγαρεύς; asi 450 př. n. l. – 368 př. n. l.) byl starořecký filozof, žák Sókrata, zakladatel megarské filozofické školy. Sókratovy myšlenky spojoval s eleatským učením o jednom neměnném bytí; jednotné, neměnné jsoucno ztotožnil s dobrem a rozumem. Pěstoval též dialektiku a především umění sporu (eristiku).

## Život
O jeho životě se dochovalo velmi málo hodnověrných zpráv. Pobýval v Megaře, kde se snad i narodil, jeden starověký pramen však uvádí, že pocházel z Gely na Sicílii. Patřil k nejstarším Sókratovým žákům, ale zabýval se též spisy eleata Parmenida. O jeho rodině není známo nic, kromě toho, že měl bratra. Dle starověké zprávy se s ním jednou pohádal a bratr v hněvu zvolal, že dřív nezemře, dokud se mu nepomstí. Eukleidés však odpověděl, že on zase dřív nezemře, dokud si bratra neudobří, a odvrátil ho od jeho hněvu k sobě.
Jeho zájem o filozofii dokládal platónský filozof Taurus (žil v 2. století n. l.) historkou, která se vztahuje k roku 432 př. n. l., kdy athénský sněm zakázal Megařanům (spojencům Sparty) přístup na trhy v Athénách a v celé athénské říši (tzv. „megarské pséfisma"). Taurův žák Aulus Gellius zaznamenal tento příběh takto: „Svým dekretem dali Athéňané výstrahu, že kdo by z megarských občanů vkročil do Athén a byl přistižen, přijde o hlavu. Takovou nenávistí planuli Athéňané k sousedním Megařanům. Tehdy Eukleidés, který byl také z Megary a který měl před dekretem ve zvyku pobývat v Athénách a naslouchat Sókratovi, si po vynesení tohoto dekretu v podvečer, kdy se stmívalo, oblékal dlouhou ženskou tuniku a pestrobarevný pláštík, hlavu si zahaloval závojem a chodil ze svého domu v Megaře do Athén k Sókratovi, aby alespoň část noci mohl být účasten jeho rozvah a hovorů, a před úsvitem se opět více než dvacet mil vracíval domů oblečen v témže šatě." 
V dialogu Faidón jmenuje Platón Eukleida mezi osobami, které navštívily v athénském vězení Sókrata v den jeho popravy (399 př. n. l.). Po Sókratově smrti pak našli u něho v Megaře útočiště někteří Sókratovi žáci (včetně Platóna) a nějaký čas se tam zdržovali. Kdy založil Eukleidés svou megarskou filozofickou školu, není s určitostí známo, zpravidla se však soudí, že se tak stalo krátce po Sókratově popravě.
Z Platónova dialogu Theaitétos lze dovodit, že žil ještě v roce 369 př. n. l., kdy byl v bitvě u Korintu smrtelně zraněn matematik Theaitétos, po němž je Platónův dialog nazván. Poněvadž Diodóros Sicilský Eukleida neuvádí mezi vynikajícími muži žijícími roku 366 př. n. l., má se za to, že Eukleidés zemřel někdy mezi roky 369–366 př. n. l.

## Spisy a učení
Jeho spisy se nezachovaly. Dle starověkých zpráv napsal filozofické dialogy Alkibiadés, Aischinés, Kritón, Fénix, Lamprias, O lásce (Erotikos) a další, jejichž název neznáme. Dialog Aischinés byl v Athénách čten ještě kolem roku 100 př. n. l. Za citát z některého jeho spisu je považován výrok: „Většina hloupých lidí odmítá otrocké pokrmy a šaty, ale otrockým mravům se nevyhýbají."
O Eukleidově učení poskytují dochované zmínky starověkých autorů jen velmi úryvkovitý obraz, který je různými badateli rozdílně interpretován. Zejména se vede spor o to, zda vycházel hlavně z názorů Sókrata, anebo byl více ovlivněn myšlenkami eleatské školy.
Dle Diogena Laertia „prohlašoval, že dobro je jedno nazývané mnoha jmény, tu rozvahou, tu bohem a jindy rozumem atd. Protiklady dobra neuznával, říkal, že nejsou." V jiném úryvku je zmíněn názor megariků, že existuje jen jedna ctnost, která se nazývá mnoha jmény. Podle tradiční interpretace tak spojil eleatskou nauku s myšlenkami Sókrata tím způsobem, „že Sókratův pojem dobra, ctnosti ztotožnil s elejským jediným jsoucnem (řec. ἓν, hen) a připsal jeho znaky dobru. Dobro jest jako jediné jsoucno neměnitelné a zůstává stále stejné přes různá jména, která mu dáváme, jako myšlení, rozum, bůh a jiné. Tak také ctnost je přes různá jména jedna a jest zvláštním trvalým stavem duše, nedotčeným strastmi a změnou." Originální filozofický přínos Eukleidův, který měl zásadní význam pro platónskou filozofii, spočívá patrně právě ve ztotožnění ontologických a axiologických momentů.
O jeho dialektice a logice Diogenés Laertios zaznamenal: „Potíral důkazy, pokud jde o závěr, nikoli pokud jde o návěstí (premisy). Zavrhoval rovněž důkaz podle obdoby, protože se prý skládá buď z členů podobných, nebo nepodobných. Jestliže se skládá z členů podobných, je prý lepší usuzovat z věcí samých než z přirovnání. A jestliže z nepodobných, je přirovnání zbytečné."
Starověká tradice připisuje Eukleidovi a celé jeho škole eristickou mentalitu. Eristika (z řec. ἐριστικός, eristikos = svárlivý, hašteřivý) je umění sporu, umění diskuse, a v tom nepochybně vynikal. Když Sókratés viděl, že se velmi zajímá o eristické argumenty, řekl mu prý: „Eukleide, se sofisty budeš umět vycházet, s lidmi však ne."
Eukleidés měl řadu žáků, mezi které patřili především Ichthyas, Kleinomachos z Thúrií, který jako první psal o výrocích a predikátech, a patrně i Eubúlidés z Milétu, jemuž je přisuzována formulace sedmi proslulých logických paradoxů (Lhář, Skrytý, Élektra, Zahalený, Hromada, Holohlavý, Rohatý). Megarikové obhajovali své abstraktní učení mimo jiné i vyvracením naivního smyslového názoru, v němž se snažili nalézt různé rozpory. Zájem o klamné závěry a paradoxy ukazuje na vliv eleatů, na onen druh dialektiky, za jejíhož otce je pokládán Zénón z Eleje. V megarské škole postupně logické zájmy převládly, její stoupenci vykonali mnoho významného v oblasti výrokové logiky a v mnoha případech ovlivnili zejména stoickou logiku.